# Roberto Juarroz
Roberto Juarroz (Coronel Dorrego 1925-1995 Temperley) was een Argentijnse dichter, essayist en professor literatuur. Hij werd bekend door zijn "Poesía vertical" (Verticale poëzie).
Juarroz publiceerde veertien dichtbundels, opeenvolgend genummerd 1 tot 14, onder de verzameltitel "Poesía vertical". De eerste verscheen in 1958 en de laatste, postuum, in 1997.
De poezië van Juarroz is sober en soms cryptisch met zinnen als "busco las espaldas de Dios" ("ik zoek de rug van God").
Hij wordt beschouwd als een van de belangrijkste Latijns-Amerikaanse dichters van de twintigste eeuw.

## Werk in vertaling
- Verticale poëzie : een keuze uit verticale poëzie I t/m XIII / Roberto Juarroz ; vert. [uit het Spaans] door Mariolein Sabarte Belacortu, 2003
- Verticale poëzie 1958-1988 / Roberto Juarroz ; keuze en vert. [uit het Spaans] Mariolein Sabarte Belacortu, 1993